# Saison 2014-2015 du Beşiktaş JK
Le club de football de Besiktas participe lors de la saison 2014-2015 au Championnat de Turquie, à la Coupe de Turquie, à la Ligue des champions et à la Ligue Europa. 
Le championnat de Turquie commence le 28 août 2014. 

## Calendrier

### Championnat

#### Matchs aller
| Date                    | Tour | Adversaire           | Lieu                                      | Score | Buteurs de BJK                                     | Rapport |
| ----------------------- | ---- | -------------------- | ----------------------------------------- | ----- | -------------------------------------------------- | ------- |
| 30 août 2014 21:45      | J1   | Mersin İdman Yurdu   | Mersin Stadyumu, Mersin                   | 0-1   | Cenk Tosun (43e)                                   |         |
| 15 septembre 2014 21:45 | J2   | Çaykur Rizespor      | Atatürk Olimpiyat Stadyumu, İstanbul      | 1-1   | Olcay Şahan (81e)                                  |         |
| 22 septembre 2014 21:30 | J3   | Bursaspor            | Bursa Atatürk Stadyumu, Bursa             | 0-1   | Olcay Şahan (86e)                                  |         |
| 27 septembre 2014 20:00 | J4   | Eskişehirspor        | Atatürk Olimpiyat Stadyumu, İstanbul      | 1-1   | Olcay Şahan (21e)                                  |         |
| 5 octobre 2014 19:00    | J5   | Balıkesirspor        | Balıkesir Atatürk Stadyumu, Balıkesir     | 0-1   | Mustafa Pektemek (57e)                             |         |
| 19 octobre 2014 19:00   | J6   | Sivasspor            | Osmanlı Stadyumu, Ankara                  | 3-2   | Demba Ba (58e) Demba Ba (65e) Olcay Şahan (79e)    |         |
| 27 octobre 2014 19:00   | J7   | Kayseri Erciyesspor  | Kadir Has Stadyumu, Kayseri               | 3-2   | Kerim Frei (70e) Kerim Frei (85e)                  |         |
| 2 novembre 2014 19:00   | J8   | Fenerbahçe           | Atatürk Olimpiyat Stadyumu, İstanbul      | 0-2   |                                                    |         |
| 9 novembre 2014 19:00   | J9   | İstanbul Başakşehir  | Başakşehir Fatih Terim Stadyumu, İstanbul | 1-2   | Demba Ba (63e) Kerim Frei (75e)                    |         |
| 23 novembre 2014 19:00  | J10  | Kasımpaşa            | Başakşehir Fatih Terim Stadyumu, İstanbul | 2-0   | Demba Ba (28e) Demba Ba (45e)                      |         |
| 1 décembre 2014 19:00   | J11  | Kardemir Karabükspor | Dr. Necmettin Şeyhoğlu Stadyumu, Karabük  | 1-2   | Demba Ba (53e) Demba Ba (55e)                      |         |
| 7 décembre 2014 19:00   | J12  | Trabzonspor          | Konya Büyükşehir Belediye Stadyumu, Konya | 3-0   | Veli Kavlak (5e) Demba Ba (21e) Cenk Tosun (84e)   |         |
| 14 décembre 2014 19:00  | J13  | Gaziantepspor        | Kamil Ocak Stadyumu, Gaziantep            | 0-1   | Oğuzhan Özyakup (64e)                              |         |
| 21 décembre 2014 19:00  | J14  | Akhisar Belediyespor | Başakşehir Fatih Terim Stadyumu, İstanbul | 3-1   | Cenk Tosun (24e) José Sosa (68e) Gökhan Töre (90e) |         |
| 28 décembre 2014 19:00  | J15  | Konyaspor            | Konya Büyükşehir Belediye Stadyumu, Konya | 1-2   | Gökhan Töre (19e) José Sosa (58e)                  |         |
| 4 janvier 2015 19:00    | J16  | Galatasaray          | Atatürk Olimpiyat Stadyumu, İstanbul      | 0-2   |                                                    |         |
| 26 janvier 2015 19:00   | J17  | Gençlerbirliği       | Ankara 19 Mayıs Stadyumu, Ankara          | 0-2   | Demba Ba (69e) Olcay Şahan (77e)                   |         |

#### Matchs retour
| Date                  | Tour | Adversaire           | Lieu                                      | Score | Buteurs de BJK                                                                              | Rapport |
| --------------------- | ---- | -------------------- | ----------------------------------------- | ----- | ------------------------------------------------------------------------------------------- | ------- |
| 1 février 2015 19:00  | J18  | Mersin İdman Yurdu   | Osmanlı Stadyumu, Ankara                  | 2-1   | Olcay Şahan (30e) Demba Ba (65e)                                                            |         |
| 8 février 2015 19:00  | J19  | Çaykur Rizespor      | Yeni Rize Şehir Stadyumu, Rize            | 1-2   | José Sosa (59e) Demba Ba (88e)                                                              |         |
| 15 février 2015 19:00 | J20  | Bursaspor            | Atatürk Olimpiyat Stadyumu, İstanbul      | 3-2   | Demba Ba (23e) Gökhan Töre (87e) Demba Ba (90e)                                             |         |
| 22 février 2015 19:00 | J21  | Eskişehirspor        | Eskişehir Atatürk Stadyumu, Eskişehir     | 1-0   |                                                                                             |         |
| 1 mars 2015 19:00     | J22  | Balıkesirspor        | Osmanlı Stadyumu, Ankara                  | 2-2   | Demba Ba (35e) Daniel Opare (52e)                                                           |         |
| 8 mars 2015 19:00     | J23  | Sivasspor            | Sivas 4 Eylül Stadyumu, Sivas             | 0-1   | Atiba Hutchinson (44e)                                                                      |         |
| 15 mars 2015 19:00    | J24  | Kayseri Erciyesspor  | Osmanlı Stadyumu, Ankara                  | 5-1   | Gökhan Töre (25e) Demba Ba (34e) Olcay Şahan (45e) Mustafa Pektemek (77e) Ramon Motta (79e) |         |
| 22 mars 2015 19:00    | J25  | Fenerbahçe           | Şükrü Saracoğlu Stadyumu, İstanbul        | 1-0   |                                                                                             |         |
| 6 avril 2015 19:00    | J26  | İstanbul Başakşehir  | Başakşehir Fatih Terim Stadyumu, İstanbul | 0-0   |                                                                                             |         |
| 18 avril 2015 19:00   | J27  | Kasımpaşa            | Recep Tayyip Erdoğan Stadyumu, İstanbul   | 1-5   | Mustafa Pektemek (3e) Demba Ba (38e) Ramon Motta (50e) Olcay Şahan (75e) José Sosa (86e)    |         |
| 27 avril 2015 19:00   | J28  | Kardemir Karabükspor | Osmanlı Stadyumu, Ankara                  | 2-1   | Atiba Hutchinson (25e) Cenk Tosun (90e)                                                     |         |
| 3 mai 2015 19:00      | J29  | Trabzonspor          | Hüseyin Avni Aker Stadyumu, Trabzon       | 0-2   | Demba Ba (57e) Mustafa Pektemek (90e)                                                       |         |
| 10 mai 2015 19:00     | J30  | Gaziantepspor        | Osmanlı Stadyumu, Ankara                  | 1-1   | José Sosa (7e)                                                                              |         |
| 14 mai 2015 19:00     | J31  | Akhisar Belediyespor | Manisa 19 Mayıs Stadyumu, Manisa          | 1-1   | Demba Ba (54e)                                                                              |         |
| 18 mai 2015 19:00     | J32  | Konyaspor            | Osmanlı Stadyumu, Ankara                  | 0-1   |                                                                                             |         |
| 24 mai 2015 19:00     | J33  | Galatasaray          | Türk Telekom Stadyumu, İstanbul           | 2-0   |                                                                                             |         |
| 29 mai 2015 19:00     | J34  | Gençlerbirliği       | Osmanlı Stadyumu, Ankara                  | 2-1   | Cenk Tosun (42e) Oğuzhan Özyakup (83e)                                                      |         |

### Coupe de Turquie 2014-2015
| Rang | Équipe          | Pts | J | G | N | P | Bp | Bc | Diff |  | Résultats (▼ dom., ► ext.) | ÇYR | BJK | ADS | SAR |
| ---- | --------------- | --- | - | - | - | - | -- | -- | ---- |  | -------------------------- | --- | --- | --- | --- |
| 1    | Çaykur Rizespor | 14  | 6 | 4 | 2 | 0 | 7  | 2  | +5   |  | Çaykur Rizespor            |     | 0-0 | 2-1 | 1-0 |
| 2    | Beşiktaş JK     | 10  | 6 | 3 | 1 | 2 | 12 | 5  | +7   |  | Beşiktaş JK                | 0-1 |     | 1-2 | 3-1 |
| 3    | Adana Demirspor | 7   | 6 | 2 | 1 | 3 | 8  | 11 | -3   |  | Adana Demirspor            | 1-1 | 1-4 |     | 1-0 |
| 4    | Sarıyer         | 3   | 6 | 1 | 0 | 5 | 4  | 13 | -9   |  | Sarıyer                    | 0-2 | 0-4 | 3-2 |     |

| Date                   | Tour                      | Adversaire      | Lieu                                  | Score | Buteurs de BJK                                                                 | Public |
| ---------------------- | ------------------------- | --------------- | ------------------------------------- | ----- | ------------------------------------------------------------------------------ | ------ |
| 4 décembre 2014 20:00  | Phase de groupes          | Sarıyer         | Yusuf Ziya Öniş Stadyumu (İstanbul)   | 0 - 4 | Cenk Tosun (4e) Olcay Şahan (10e) Ramon Motta (49e) Cenk Tosun (66e)           |        |
| 18 décembre 2014 20:00 | Phase de groupes          | Çaykur Rizespor | Atatürk Olimpiyat Stadyumu (İstanbul) | 0 - 1 |                                                                                |        |
| 24 décembre 2014 20:00 | Phase de groupes          | Adana Demirspor | Yusuf Ziya Öniş Stadyumu (İstanbul)   | 1 - 2 | Gökhan Töre (70e)                                                              |        |
| 21 janvier 2015 20:00  | Phase de groupes          | Adana Demirspor | Adana 5 Ocak Stadyumu (Adana)         | 1 - 4 | Abdülkerim Bardakcı CSC (7e) Demba Ba (70e) Atınç Nukan (75e) Cenk Tosun (82e) |        |
| 29 janvier 2015 20:00  | Phase de groupes          | Sarıyer         | Atatürk Olimpiyat Stadyumu (İstanbul) | 3 - 1 | Necip Uysal (40e) Furkan Yaman (72e) Tolgay Arslan (81e)                       |        |
| 5 février 2015 20:00   | Phase de groupes          | Çaykur Rizespor | Yeni Rize Şehir Stadyumu (Rize)       | 0 - 0 |                                                                                |        |
| 11 février 2015 20:00  | Huitièmes de finale aller | Kayserispor     | Kadir Has Stadyumu (Kayseri)          | 1 - 0 |                                                                                |        |

### Ligue des champions de l'UEFA 2014-2015
| Date                  | Tour                           | Adversaire | Lieu                       | Score | Buteurs de BJK                               | Rapport |
| --------------------- | ------------------------------ | ---------- | -------------------------- | ----- | -------------------------------------------- | ------- |
| 30 juillet 2014 20:30 | 3e tour de qual., match-aller  | Feyenoord  | De Kuip                    | 1 - 2 | Mustafa Pektemek (13e) Kerim Frei (71e)      |         |
| 6 août 2014 21:00     | 3e tour de qual., match-retour | Feyenoord  | Atatürk Olimpiyat Stadyumu | 3 - 1 | Demba Ba (28e) Demba Ba (80e) Demba Ba (86e) |         |
| 19 août 2014 21:45    | Barrage, match-aller           | Arsenal    | Atatürk Olimpiyat Stadyumu | 0 - 0 |                                              |         |
| 26 août 2014 20:45    | Barrage, match-retour          | Arsenal    | Emirates Stadium           | 1 - 0 |                                              |         |

### Ligue Europa 2014-2015
| Rang | Équipe            | Pts | J | G | N | P | Bp | Bc | Diff |  | Résultats (▼ dom., ► ext.) |     |     |     |     |
| ---- | ----------------- | --- | - | - | - | - | -- | -- | ---- |  | -------------------------- | --- | --- | --- | --- |
| 1    | Beşiktaş          | 12  | 6 | 3 | 3 | 0 | 11 | 5  | +6   |  | Beşiktaş                   |     | 1-0 | 1-1 | 2-1 |
| 2    | Tottenham Hotspur | 11  | 6 | 3 | 2 | 1 | 9  | 4  | +5   |  | Tottenham Hotspur          | 1-1 |     | 5-1 | 1-0 |
| 3    | Asteras Tripolis  | 6   | 6 | 1 | 3 | 2 | 7  | 10 | -3   |  | Asteras Tripolis           | 2-2 | 1-2 |     | 2-0 |
| 4    | Partizan Belgrade | 2   | 6 | 0 | 2 | 4 | 1  | 9  | -8   |  | Partizan Belgrade          | 0-4 | 0-0 | 0-0 |     |

| Date                    | Tour                        | Adversaire        | Lieu                         | Score | Buteurs de BJK                                                           | Rapport |
| ----------------------- | --------------------------- | ----------------- | ---------------------------- | ----- | ------------------------------------------------------------------------ | ------- |
| 18 septembre 2014 20:00 | Phase de groupe             | Asteras Tripolis  | Atatürk Olimpiyat Stadyumu   | 1 - 1 | Gökhan Töre (33e)                                                        |         |
| 2 octobre 2014 21:05    | Phase de groupe             | Tottenham Hotspur | White Hart Lane              | 1 - 1 | Demba Ba (89e)                                                           |         |
| 23 octobre 2014 21:05   | Phase de groupe             | Partizan Belgrade | Stade du Partizan            | 0 - 4 | Veli Kavlak (18e) Demba Ba (45e) Oğuzhan Özyakup (52e) Gökhan Töre (54e) |         |
| 6 novembre 2014 20:00   | Phase de groupe             | Partizan Belgrade | Atatürk Olimpiyat Stadyumu   | 2 - 1 | Demba Ba (57e) Demba Ba (62e)                                            |         |
| 27 novembre 2014 21:05  | Phase de groupe             | Asteras Tripolis  | Stade Theodoros Kolokotronis | 2 - 2 | Demba Ba (15e) Gökhan Töre (61e)                                         |         |
| 11 décembre 2014 20:00  | Phase de groupe             | Tottenham Hotspur | Atatürk Olimpiyat Stadyumu   | 1 - 0 | Cenk Tosun (59e)                                                         |         |
| 19 février 2015 21:05   | 32e de finale, match-aller  | Liverpool         | Anfield                      | 1 - 0 |                                                                          |         |
| 26 février 2015 20:00   | 32e de finale, match-retour | Liverpool         | Atatürk Olimpiyat Stadyumu   | 1 - 0 | Tolgay Arslan (72e)                                                      |         |
| 12 mars 2015 20:00      | 16e de finale, match-aller  | Club Bruges KV    | Stade Jan-Breydel            | 2 - 1 | Gökhan Töre (46e)                                                        |         |
| 19 mars 2015 21:05      | 16e de finale, match-retour | Club Bruges KV    | Atatürk Olimpiyat Stadyumu   | 1 - 3 | Ramon Motta (48e)                                                        |         |